# Vibratiepomp
De vibratiepomp is een elektrische pomp met een kleine slag en een hoge frequentie, vaak gelijk aan die van het lichtnet (50 Hz). De pompbeweging is aan de buitenkant van de pomp voelbaar als een vibratie, en hoorbaar als een vaak luid, zoemend geluid met de frequentie van het lichtnet. 

## Vibratiezuigerpomp

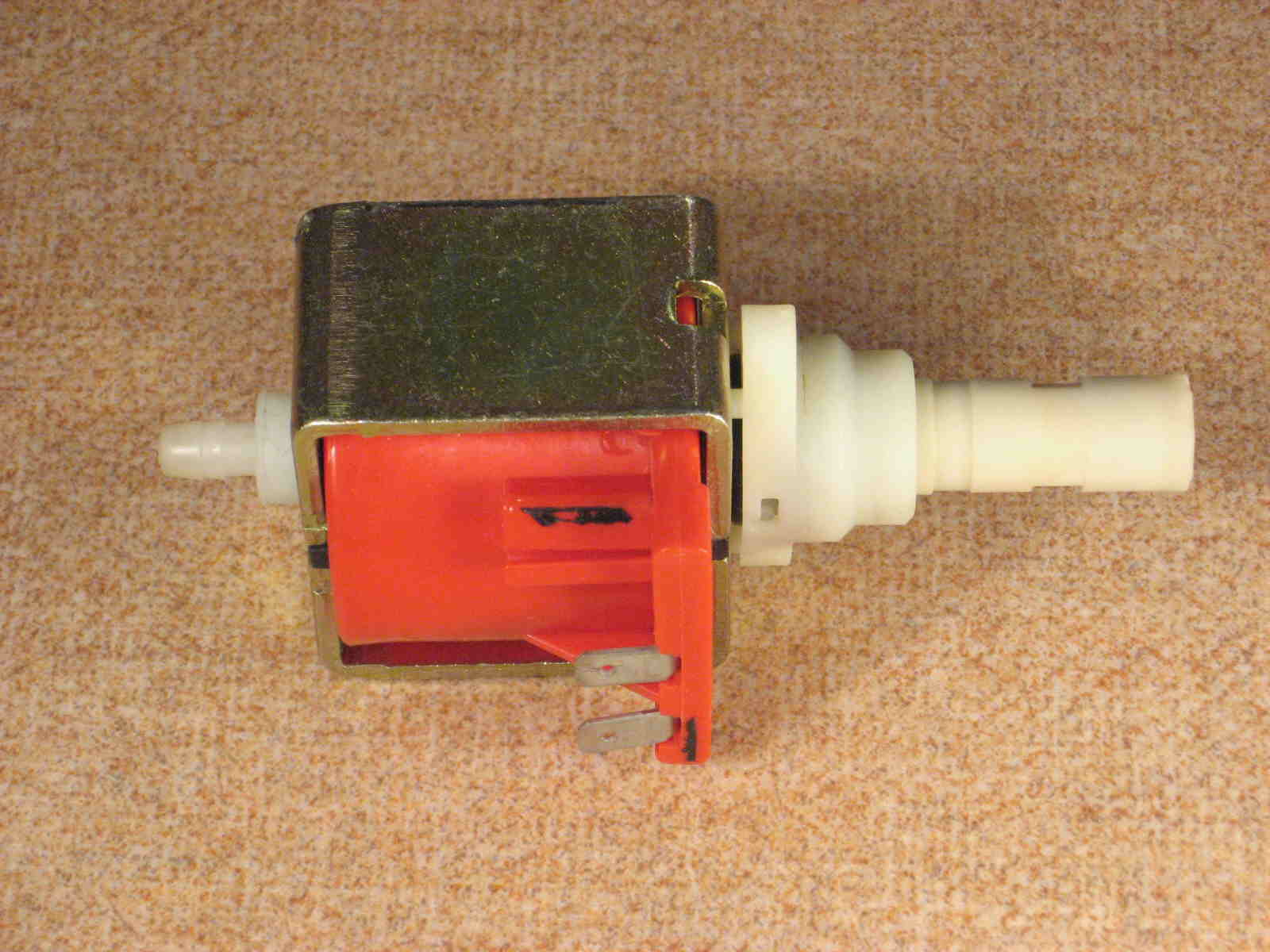
Vibratiepomp met zuiger.

De vibratiezuigerpomp wordt veel gebruikt in koffiezetapparaten (koffiepadmachines en espressomachines voor thuis).
 
Hij is zelfaanzuigend en mag drooglopen, wat belangrijk is voor koffiezetapparaten met een waterreservoir dat regelmatig leeg raakt. Hij is compact, onderhoudsvrij, en goedkoop. Een praktisch ontwerpdetail is de zuiger die tevens klep is (zuigerklep). De zuigerklep sluit tijdens de voorwaartse zuigerbeweging, en opent tijdens de achterwaartse beweging, zoals bij een fietspomp; hij pompt het water schoksgewijs vooruit.
 
De kracht voor de zuigerbeweging wordt geleverd door een elektrische spoel buiten de pijp, die direct gevoed wordt door wisselspanning van het lichtnet, met vaak een diode tussen de spoel.
Het debiet van de pomp is, bij een constante wisselspanning, afhankelijk van de hydraulische weerstand. In een koffiepadmachine heeft de vibratiepomp gedurende de eerste seconden een verhoogd debiet omdat de droge pad minder weerstand biedt. Een koffiepadmachine met een licht doorstroomverwarmingselement (zonder boiler) moet voldoende vermogen hebben om het water ook bij dit debiet te verwarmen tot de vereiste temperatuur.
Professionele espressomachines bevatten een rotatiepomp in plaats van een vibratiepomp, met een inlaat die is aangesloten op de waterleiding. De rotatiepomp is stiller dan een vibratiepomp.

## Vibratiemembraanpomp
Een vibratiemembraanpomp wordt gebruikt als luchtpomp in aquaria. 